# Campionati del mondo di ciclismo su pista 2019 - Corsa a punti maschile
La corsa a punti maschile ai Campionati del mondo di ciclismo su pista 2019 si è svolta il 1º marzo 2019 su un percorso di 160 giri per un totale di 40 km/h con sprint intermedi ogni 10 giri, di cui l'ultimo con punti doppi. La vittoria andò all'olandese Jan-Willem van Schip che concluse il percorso con il tempo di 43'18" alla media di 55,406 km/h.
Accreditati alla partenza 23 ciclisti di federazioni diverse, dei quali tutti completarono la gara.

## Podio
| Pos.    | Atleta               | Nazionalità |
| ------- | -------------------- | ----------- |
| Oro     | Jan-Willem van Schip | Paesi Bassi |
| Argento | Sebastián Mora       | Spagna      |
| Bronzo  | Mark Downey          | Irlanda     |

## Risultati
| Posizione | Atleti                      | Nazione       | Punti giro | Punti sprint | punti totali |
| --------- | --------------------------- | ------------- | ---------- | ------------ | ------------ |
| 1         | Jan-Willem van Schip        | Paesi Bassi   | 60         | 44           | 104          |
| 2         | Sebastián Mora              | Spagna        | 60         | 16           | 76           |
| 3         | Mark Downey                 | Irlanda       | 60         | 7            | 67           |
| 4         | Wojciech Pszczolarski       | Polonia       | 60         | 7            | 67           |
| 5         | Liam Bertazzo               | Italia        | 40         | 21           | 61           |
| 6         | Vitaliy Hryniv              | Ucraina       | 40         | 14           | 54           |
| 7         | Kelland O'Brien             | Australia     | 40         | 11           | 51           |
| 8         | Mark Stewart                | Gran Bretagna | 40         | 10           | 50           |
| 9         | Kenny De Ketele             | Belgio        | 40         | 10           | 50           |
| 10        | Felipe Peñaloza             | Cile          | 40         | 8            | 48           |
| 11        | Raman Ramanau               | Bielorussia   | 40         | 5            | 45           |
| 12        | Florian Maitre              | Francia       | 40         | 3            | 43           |
| 13        | Muradjan Khalmuratov        | Uzbekistan    | 40         | 0            | 40           |
| 14        | Cyrille Thièry              | Svizzera      | 20         | 11           | 31           |
| 15        | Stefan Matzner              | Austria       | 20         | 7            | 27           |
| 16        | Park Sang-hoon              | Corea del Sud | 20         | 5            | 25           |
| 17        | Leung Ka Yu                 | Hong Kong     | 20         | 4            | 24           |
| 18        | Thomas Sexton               | Nuova Zelanda | 20         | 1            | 21           |
| 19        | Nicolas Pietrula            | Rep. Ceca     | 20         | 0            | 20           |
| 20        | Viktor Filutás              | Ungheria      | 0          | 3            | 3            |
| 21        | Turakit Boonratanathanakorn | Thailandia    | 0          | 0            | 0            |
| 22        | Yacine Chalel               | Algeria       | −20        | 0            | −20          |
| 23        | Assylkhan Turar             | Kazakistan    | −20        | 0            | −20          |